# Gráfico de Ramachandran

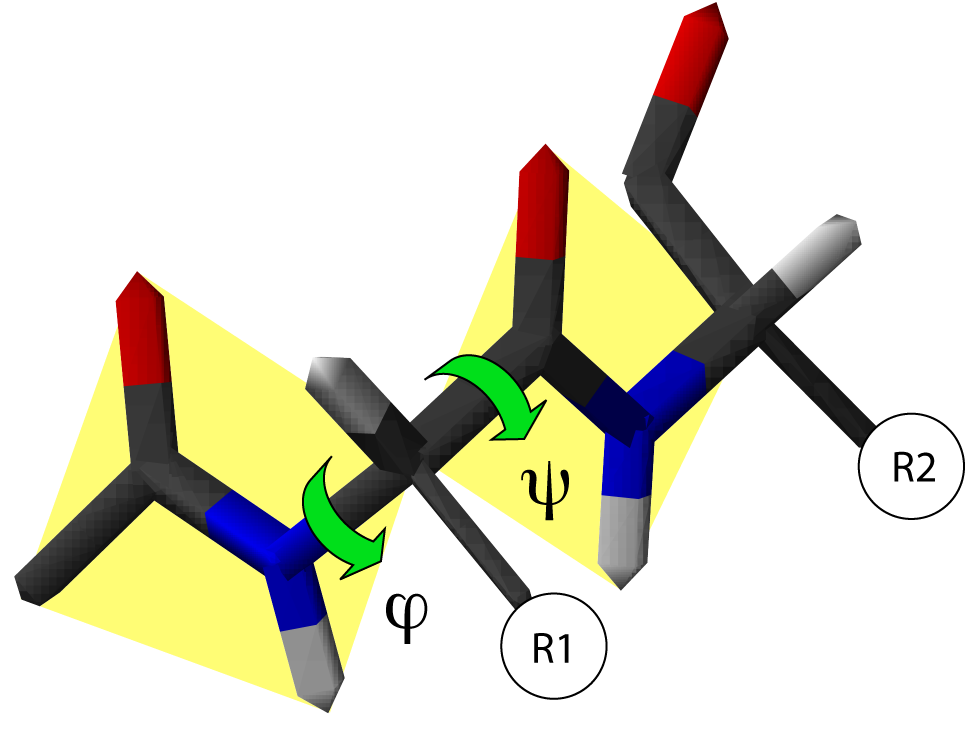
Un enlace peptídico tiene dos grados de libertad: los ángulos diedros denominados φ y ψ por Ramachandran.

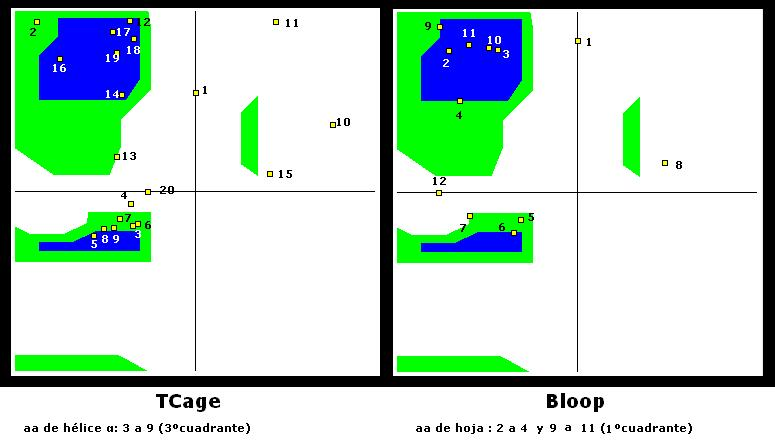
Ejemplo de cómo se ve el gráfico de Ramachandran para dos polipéptidos TCage y Bloop.

El gráfico (o diagrama) de Ramachandran fue creado por el bioquímico hindú Gopalasamudram Narayana Ramachandran junto con Viswanathan Sasisekharan. En él se pueden visualizar todas las combinaciones posibles de ángulos diédricos Ψ (psi) contra Φ (phi) en los aminoácidos de un polipéptido, y que contribuyen a la conformación de la estructura de las proteínas. Este gráfico permite, por lo tanto, aproximar a priori cuál será la estructura secundaria del péptido, ya que existen combinaciones de ángulos típicas para cada estructura (α- hélice y hojaβ). La conformación de los péptidos se define mediante la asignación de valores para cada par de esquinas Φi, Ψi para cada aminoácido.
En el segundo cuadrante se hallan las combinaciones de la hojaβ, en el tercer cuadrante se hallan la hélice α derecha y los giros o bucles (loops); en el primer cuadrante las combinaciones de la hélice α izquierda.
Matemáticamente, un gráfico de Ramachandran es la visualización de una función {\displaystyle f:\left[-\pi ,\pi \right)\times \left[-\pi ,\pi \right)\rightarrow \mathbb {R_{{}+{}}} }. El dominio de esta función es el toro, por lo que el gráfico convencional de Ramachandran corresponde a una proyección del toro sobre el plano, resultando en una vista distorsionada y en la presencia de discontinuidades.
El gráfico de Ramachandran se diseñó justo antes de que se determinaran las primeras estructuras proteicas a resolución atómica. Cuarenta años después había decenas de miles de estructuras de proteínas de alta resolución, determinadas por cristalografía de rayos X, depositadas en el Protein Data Bank (PDB). De un millar de diferentes cadenas proteicas, se obtuvieron gráficos de Ramachandran de alrededor de 200 000 aminoácidos, obteniéndose diferencias significativas especialmente para la glicina (Hovmöller et al. 2002). Se encontró que la región superior izquierda podía dividirse en dos: una a la izquierda conteniendo aminoácidos en hojas beta, y la otra a la derecha con aminoácidos en conformaciones de ovillos aleatorios. 

## Ángulos permitidos y prohibidos. Los casos especiales de la Glicina y Prolina
No todos los pares de ángulos son realmente posibles dentro de las estructuras de los péptidos. Esto se debe a los efectos estéricos entre los residuos (cadenas laterales) de los aminoácidos.
En el caso de la glicina, las zonas de posible conformación de la tabla con una simetría central, y son mucho más amplias que las de los demás aminoácidos, debido a que tiene solo H como cadena lateral. 
Otro caso especial es la prolina, único aminoácido capaz de tener enlaces CIS y TRANS.

## Software
- Ramachandran plot 2.0
- Herramienta basada en web para dibujara el gráfico de Ramachandran de cualquier entrada PDB
- STING
- Pymol con la extensión DynoPlot
- VMD, distribuida con plugin para gráficos de Ramachandran
- Sirius
- Swiss PDB Viewer
- TALOS

Ver también PDB para una lista de software similar.